# بيرويكو
بلدية بيرويكو (بالإسبانية: Berrueco) هي بلدية تقع في مقاطعة سرقسطة التابعة لمنطقة أراغون شمال شرق إسبانيا.

## الديموغرافيا
بلغ عدد سكان بلدية بيرويكو 45 نسمة عام 2011 (وفقاً للمعهد الوطني الإسباني للإحصاء).
| 38 | 42 | 38 | 38 | 47 | 40 | 45 |